# Eleições presidenciais de 2016 em Braga

## Resultados Oficiais
| Candidato               | Candidato                | Votos   | %               |
| ----------------------- | ------------------------ | ------- | --------------- |
|                         | Marcelo Rebelo de Sousa  | 50 163  | 57,09 / 100,00  |
|                         | António Sampaio da Nóvoa | 18 417  | 20,96 / 100,00  |
|                         | Marisa Matias            | 7 862   | 8,95 / 100,00   |
|                         | Maria de Belém Roseira   | 3 052   | 3,47 / 100,00   |
|                         | Vitorino Silva           | 2 364   | 2,69 / 100,00   |
|                         | Paulo de Morais          | 2 171   | 2,47 / 100,00   |
|                         | Edgar Silva              | 2 023   | 2,30 / 100,00   |
|                         | Jorge Sequeira           | 952     | 1,08 / 100,00   |
|                         | Henrique Neto            | 719     | 0,82 / 100,00   |
|                         | Cândido Ferreira         | 143     | 0,16 / 100,00   |
| Votos Inválidos         | Votos Inválidos          | 1 752   | 1,95 / 100,00   |
| Total                   | Total                    | 89 618  | 100,00 / 100,00 |
| Eleitorado/Participação | Eleitorado/Participação  | 162 214 | 55,25 / 100,00  |

## Resultados por Freguesia
Os resultados dos candidatos por freguesia foram os seguintes:
| Freguesia                                          | %     | %     | %     | %    | %    | %    | %    | %    | %    | %    | Votantes |
| Freguesia                                          | MRS   | ASN   | MM    | MB   | VS   | PM   | ES   | JS   | HN   | CF   | Votantes |
| -------------------------------------------------- | ----- | ----- | ----- | ---- | ---- | ---- | ---- | ---- | ---- | ---- | -------- |
| Adaúfe                                             | 59,41 | 20,41 | 8,11  | 3,91 | 2,61 | 1,64 | 1,93 | 0,79 | 0,79 | 0,40 | 1 800    |
| Arentim e Cunha                                    | 53,75 | 24,76 | 7,06  | 4,78 | 6,08 | 1,09 | 1,09 | 0,65 | 0,54 | 0,22 | 942      |
| Braga (Maximinos, Sé e Cividade)                   | 53,61 | 22,52 | 9,61  | 3,51 | 2,39 | 3,09 | 3,05 | 1,35 | 0,76 | 0,12 | 7 099    |
| Braga (São José de São Lázaro e São João do Souto) | 55,70 | 23,97 | 8,84  | 3,22 | 1,62 | 2,24 | 2,24 | 1,40 | 0,66 | 0,12 | 7 032    |
| Braga (São Vicente)                                | 52,75 | 24,14 | 9,42  | 3,10 | 2,30 | 2,92 | 3,29 | 1,21 | 0,72 | 0,15 | 5 972    |
| Braga (São Victor)                                 | 54,31 | 23,45 | 9,39  | 2,70 | 2,05 | 3,03 | 2,63 | 1,41 | 0,88 | 0,15 | 12 381   |
| Cabreiros e Passos (São Julião)                    | 66,02 | 15,35 | 6,88  | 4,03 | 3,02 | 1,59 | 1,51 | 0,50 | 1,01 | 0,08 | 1 219    |
| Celeirós, Aveleda e Vimieiro                       | 59,46 | 18,38 | 8,30  | 4,74 | 3,44 | 1,63 | 2,20 | 0,75 | 0,88 | 0,21 | 3 391    |
| Crespos e Pousada                                  | 62,24 | 19,85 | 6,57  | 4,18 | 3,58 | 1,04 | 1,34 | 0,30 | 0,30 | 0,60 | 679      |
| Escudeiros e Penso (Santo Estêvão e São Vicente)   | 67,70 | 14,93 | 7,89  | 2,67 | 4,48 | 1,28 | 0    | 0,21 | 0,75 | 0,11 | 955      |
| Espinho                                            | 64,96 | 15,73 | 5,30  | 2,91 | 4,10 | 2,05 | 2,56 | 1,20 | 0,85 | 0,34 | 596      |
| Esporões                                           | 68,04 | 11,75 | 8,25  | 3,28 | 3,81 | 1,38 | 1,06 | 1,38 | 0,74 | 0,32 | 960      |
| Este (São Pedro e São Mamede)                      | 58,19 | 21,70 | 7,67  | 3,88 | 3,53 | 1,59 | 1,24 | 0,90 | 1,05 | 0,25 | 2 045    |
| Ferreiros e Gondizalves                            | 58,31 | 18,87 | 10,14 | 3,41 | 3,11 | 2,24 | 2,10 | 1,03 | 0,63 | 0,16 | 4 377    |
| Figueiredo                                         | 66,37 | 15,11 | 7,56  | 4,15 | 3,41 | 0,89 | 0,74 | 0,74 | 0,74 | 0,30 | 683      |
| Gualtar                                            | 56,49 | 21,58 | 8,78  | 3,79 | 1,95 | 3,69 | 1,66 | 0,87 | 0,98 | 0,22 | 2 835    |
| Guisande e Oliveira (São Pedro)                    | 61,96 | 16,18 | 7,75  | 3,61 | 5,34 | 1,55 | 1,38 | 0,52 | 1,72 | 0    | 594      |
| Lamas                                              | 71,15 | 13,25 | 5,13  | 2,56 | 3,42 | 1,07 | 0,43 | 1,28 | 1,50 | 0,21 | 477      |
| Lomar e Arcos                                      | 58,59 | 20,04 | 9,36  | 3,05 | 2,34 | 1,72 | 2,77 | 1,32 | 0,62 | 0,18 | 3 316    |
| Merelim (São Paio), Panoias e Parada de Tibães     | 50,26 | 23,49 | 11,49 | 4,51 | 3,02 | 1,91 | 3,87 | 0,64 | 0,64 | 0,17 | 2 382    |
| Merelim (São Pedro) e Frossos                      | 55,41 | 22,39 | 9,89  | 3,58 | 2,28 | 2,97 | 1,81 | 0,56 | 1,07 | 0,05 | 2 196    |
| Mire de Tibães                                     | 56,37 | 21,77 | 7,82  | 5,73 | 2,02 | 2,18 | 2,66 | 0,56 | 0,56 | 0,32 | 1 264    |
| Morreira e Trandeiras                              | 67,62 | 13,40 | 8,56  | 2,36 | 3,23 | 1,74 | 0,74 | 1,12 | 0,74 | 0,50 | 816      |
| Nogueira, Fraião e Lamaçães                        | 57,71 | 20,44 | 9,07  | 2,59 | 2,22 | 3,75 | 1,90 | 1,23 | 1,00 | 0,10 | 7 454    |
| Nogueiró e Tenões                                  | 55,04 | 23,33 | 7,86  | 2,56 | 1,88 | 4,40 | 1,66 | 1,77 | 1,39 | 0,11 | 2 720    |
| Padim da Graça                                     | 62,91 | 16,24 | 5,33  | 7,52 | 3,03 | 0,73 | 3,03 | 0,12 | 0,85 | 0,24 | 844      |
| Palmeira                                           | 58,58 | 20,22 | 8,36  | 4,44 | 3,27 | 1,60 | 1,75 | 1,16 | 0,47 | 0,15 | 2 804    |
| Pedralva                                           | 67,24 | 11,75 | 5,20  | 4,82 | 5,20 | 1,16 | 2,12 | 1,35 | 1,16 | 0    | 535      |
| Priscos                                            | 68,44 | 13,54 | 5,76  | 3,46 | 4,61 | 1,01 | 1,44 | 0,72 | 0,86 | 0,14 | 712      |
| Real, Dume e Semelhe                               | 54,11 | 20,73 | 10,94 | 3,97 | 3,36 | 2,30 | 2,97 | 0,91 | 0,63 | 0,07 | 5 628    |
| Ruilhe                                             | 57,98 | 16,81 | 9,58  | 4,20 | 4,03 | 2,52 | 3,53 | 0,50 | 0,67 | 0,17 | 616      |
| Santa Lucrécia de Algeriz e Navarra                | 57,77 | 19,70 | 10,23 | 3,79 | 4,17 | 1,70 | 1,52 | 0,76 | 0,38 | 0    | 545      |
| Sequeira                                           | 62,35 | 15,96 | 8,53  | 4,42 | 2,61 | 1,91 | 2,21 | 1,10 | 0,80 | 0,10 | 1 017    |
| Sobreposta                                         | 74,29 | 11,90 | 5,71  | 2,06 | 2,38 | 0,48 | 1,43 | 0,63 | 0,95 | 0,16 | 645      |
| Tadim                                              | 57,38 | 20,64 | 7,38  | 3,36 | 4,87 | 2,01 | 1,68 | 0,17 | 1,85 | 0,67 | 611      |
| Tebosa                                             | 64,87 | 17,20 | 7,71  | 3,76 | 3,76 | 0,36 | 0,90 | 0    | 0,90 | 0,54 | 567      |
| Vilaça e Fradelos                                  | 62,46 | 16,76 | 6,37  | 4,69 | 4,58 | 1,01 | 2,57 | 0,34 | 1,01 | 0,22 | 909      |
| Braga                                              | 57,09 | 20,96 | 8,95  | 3,47 | 2,69 | 2,47 | 2,30 | 1,08 | 0,82 | 0,16 | 89 618   |

#### Adaúfe
| Candidato               | Candidato                | Votos | %               |
| ----------------------- | ------------------------ | ----- | --------------- |
|                         | Marcelo Rebelo de Sousa  | 1 048 | 59,41 / 100,00  |
|                         | António Sampaio da Nóvoa | 360   | 20,41 / 100,00  |
|                         | Marisa Matias            | 143   | 8,11 / 100,00   |
|                         | Maria de Belém Roseira   | 69    | 3,91 / 100,00   |
|                         | Vitorino Silva           | 46    | 2,61 / 100,00   |
|                         | Edgar Silva              | 34    | 1,93 / 100,00   |
|                         | Paulo de Morais          | 29    | 1,64 / 100,00   |
|                         | Jorge Sequeira           | 14    | 0,79 / 100,00   |
|                         | Henrique Neto            | 14    | 0,79 / 100,00   |
|                         | Cândido Ferreira         | 7     | 0,40 / 100,00   |
| Votos Inválidos         | Votos Inválidos          | 36    | 2,00 / 100,00   |
| Total                   | Total                    | 1 800 | 100,00 / 100,00 |
| Eleitorado/Participação | Eleitorado/Participação  | 3 705 | 48,58 / 100,00  |

#### Arentim e Cunha
| Candidato               | Candidato                | Votos | %               |
| ----------------------- | ------------------------ | ----- | --------------- |
|                         | Marcelo Rebelo de Sousa  | 495   | 53,75 / 100,00  |
|                         | António Sampaio da Nóvoa | 228   | 24,76 / 100,00  |
|                         | Marisa Matias            | 65    | 7,06 / 100,00   |
|                         | Vitorino Silva           | 56    | 6,08 / 100,00   |
|                         | Maria de Belém Roseira   | 44    | 4,78 / 100,00   |
|                         | Paulo de Morais          | 10    | 1,09 / 100,00   |
|                         | Edgar Silva              | 10    | 1,09 / 100,00   |
|                         | Jorge Sequeira           | 6     | 0,65 / 100,00   |
|                         | Henrique Neto            | 5     | 0,54 / 100,00   |
|                         | Cândido Ferreira         | 2     | 0,22 / 100,00   |
| Votos Inválidos         | Votos Inválidos          | 21    | 2,23 / 100,00   |
| Total                   | Total                    | 942   | 100,00 / 100,00 |
| Eleitorado/Participação | Eleitorado/Participação  | 1 389 | 67,82 / 100,00  |

#### Braga (Maximinos, Sé e Cividade)
| Candidato               | Candidato                | Votos  | %               |
| ----------------------- | ------------------------ | ------ | --------------- |
|                         | Marcelo Rebelo de Sousa  | 3 728  | 53,61 / 100,00  |
|                         | António Sampaio da Nóvoa | 1 566  | 22,52 / 100,00  |
|                         | Marisa Matias            | 668    | 9,61 / 100,00   |
|                         | Maria de Belém Roseira   | 244    | 3,51 / 100,00   |
|                         | Paulo de Morais          | 215    | 3,09 / 100,00   |
|                         | Edgar Silva              | 212    | 3,05 / 100,00   |
|                         | Vitorino Silva           | 166    | 2,39 / 100,00   |
|                         | Jorge Sequeira           | 94     | 1,35 / 100,00   |
|                         | Henrique Neto            | 53     | 0,76 / 100,00   |
|                         | Cândido Ferreira         | 8      | 0,12 / 100,00   |
| Votos Inválidos         | Votos Inválidos          | 145    | 2,04 / 100,00   |
| Total                   | Total                    | 7 099  | 100,00 / 100,00 |
| Eleitorado/Participação | Eleitorado/Participação  | 13 235 | 53,64 / 100,00  |

#### Braga (São José de São Lázaro e São João do Souto)
| Candidato               | Candidato                | Votos  | %               |
| ----------------------- | ------------------------ | ------ | --------------- |
|                         | Marcelo Rebelo de Sousa  | 3 862  | 55,70 / 100,00  |
|                         | António Sampaio da Nóvoa | 1 662  | 23,97 / 100,00  |
|                         | Marisa Matias            | 613    | 8,84 / 100,00   |
|                         | Maria de Belém Roseira   | 223    | 3,22 / 100,00   |
|                         | Paulo de Morais          | 155    | 2,24 / 100,00   |
|                         | Edgar Silva              | 155    | 2,24 / 100,00   |
|                         | Vitorino Silva           | 112    | 1,62 / 100,00   |
|                         | Jorge Sequeira           | 97     | 1,40 / 100,00   |
|                         | Henrique Neto            | 46     | 0,66 / 100,00   |
|                         | Cândido Ferreira         | 8      | 0,12 / 100,00   |
| Votos Inválidos         | Votos Inválidos          | 99     | 1,41 / 100,00   |
| Total                   | Total                    | 7 032  | 100,00 / 100,00 |
| Eleitorado/Participação | Eleitorado/Participação  | 12 917 | 54,44 / 100,00  |

#### Braga (São Vicente)
| Candidato               | Candidato                | Votos  | %               |
| ----------------------- | ------------------------ | ------ | --------------- |
|                         | Marcelo Rebelo de Sousa  | 3 092  | 52,75 / 100,00  |
|                         | António Sampaio da Nóvoa | 1 415  | 24,14 / 100,00  |
|                         | Marisa Matias            | 552    | 9,42 / 100,00   |
|                         | Edgar Silva              | 193    | 3,29 / 100,00   |
|                         | Maria de Belém Roseira   | 182    | 3,10 / 100,00   |
|                         | Paulo de Morais          | 171    | 2,92 / 100,00   |
|                         | Vitorino Silva           | 135    | 2,30 / 100,00   |
|                         | Jorge Sequeira           | 71     | 1,21 / 100,00   |
|                         | Henrique Neto            | 42     | 0,72 / 100,00   |
|                         | Cândido Ferreira         | 9      | 0,15 / 100,00   |
| Votos Inválidos         | Votos Inválidos          | 110    | 1,84 / 100,00   |
| Total                   | Total                    | 5 972  | 100,00 / 100,00 |
| Eleitorado/Participação | Eleitorado/Participação  | 11 250 | 53,08 / 100,00  |

#### Braga (São Victor)
| Candidato               | Candidato                | Votos  | %               |
| ----------------------- | ------------------------ | ------ | --------------- |
|                         | Marcelo Rebelo de Sousa  | 6 597  | 54,31 / 100,00  |
|                         | António Sampaio da Nóvoa | 2 848  | 23,45 / 100,00  |
|                         | Marisa Matias            | 1 141  | 9,39 / 100,00   |
|                         | Paulo de Morais          | 368    | 3,03 / 100,00   |
|                         | Maria de Belém Roseira   | 328    | 2,70 / 100,00   |
|                         | Edgar Silva              | 320    | 2,63 / 100,00   |
|                         | Vitorino Silva           | 249    | 2,05 / 100,00   |
|                         | Jorge Sequeira           | 171    | 1,41 / 100,00   |
|                         | Henrique Neto            | 107    | 0,88 / 100,00   |
|                         | Cândido Ferreira         | 18     | 0,15 / 100,00   |
| Votos Inválidos         | Votos Inválidos          | 234    | 1,89 / 100,00   |
| Total                   | Total                    | 12 381 | 100,00 / 100,00 |
| Eleitorado/Participação | Eleitorado/Participação  | 24 776 | 49,97 / 100,00  |

#### Cabreiros e Passos São Julião
| Candidato               | Candidato                | Votos | %               |
| ----------------------- | ------------------------ | ----- | --------------- |
|                         | Marcelo Rebelo de Sousa  | 787   | 66,02 / 100,00  |
|                         | António Sampaio da Nóvoa | 183   | 15,35 / 100,00  |
|                         | Marisa Matias            | 82    | 6,88 / 100,00   |
|                         | Maria de Belém Roseira   | 48    | 4,03 / 100,00   |
|                         | Vitorino Silva           | 36    | 3,02 / 100,00   |
|                         | Paulo de Morais          | 19    | 1,59 / 100,00   |
|                         | Edgar Silva              | 18    | 1,51 / 100,00   |
|                         | Henrique Neto            | 12    | 1,01 / 100,00   |
|                         | Jorge Sequeira           | 6     | 0,50 / 100,00   |
|                         | Cândido Ferreira         | 1     | 0,08 / 100,00   |
| Votos Inválidos         | Votos Inválidos          | 27    | 2,21 / 100,00   |
| Total                   | Total                    | 1 219 | 100,00 / 100,00 |
| Eleitorado/Participação | Eleitorado/Participação  | 2 072 | 58,83 / 100,00  |

#### Celeirós, Aveleda e Vimieiro
| Candidato               | Candidato                | Votos | %               |
| ----------------------- | ------------------------ | ----- | --------------- |
|                         | Marcelo Rebelo de Sousa  | 1 970 | 59,46 / 100,00  |
|                         | António Sampaio da Nóvoa | 609   | 18,38 / 100,00  |
|                         | Marisa Matias            | 275   | 8,30 / 100,00   |
|                         | Maria de Belém Roseira   | 157   | 4,74 / 100,00   |
|                         | Vitorino Silva           | 114   | 3,44 / 100,00   |
|                         | Edgar Silva              | 73    | 2,20 / 100,00   |
|                         | Paulo de Morais          | 54    | 1,63 / 100,00   |
|                         | Henrique Neto            | 29    | 0,88 / 100,00   |
|                         | Jorge Sequeira           | 25    | 0,75 / 100,00   |
|                         | Cândido Ferreira         | 7     | 0,21 / 100,00   |
| Votos Inválidos         | Votos Inválidos          | 78    | 2,30 / 100,00   |
| Total                   | Total                    | 3 391 | 100,00 / 100,00 |
| Eleitorado/Participação | Eleitorado/Participação  | 5 992 | 56,59 / 100,00  |

#### Crespos e Pousada
| Candidato               | Candidato                | Votos | %               |
| ----------------------- | ------------------------ | ----- | --------------- |
|                         | Marcelo Rebelo de Sousa  | 417   | 62,24 / 100,00  |
|                         | António Sampaio da Nóvoa | 133   | 19,85 / 100,00  |
|                         | Marisa Matias            | 44    | 6,57 / 100,00   |
|                         | Maria de Belém Roseira   | 28    | 4,18 / 100,00   |
|                         | Vitorino Silva           | 24    | 3,58 / 100,00   |
|                         | Edgar Silva              | 9     | 1,34 / 100,00   |
|                         | Paulo de Morais          | 7     | 1,04 / 100,00   |
|                         | Cândido Ferreira         | 4     | 0,60 / 100,00   |
|                         | Jorge Sequeira           | 2     | 0,30 / 100,00   |
|                         | Henrique Neto            | 2     | 0,30 / 100,00   |
| Votos Inválidos         | Votos Inválidos          | 9     | 1,33 / 100,00   |
| Total                   | Total                    | 679   | 100,00 / 100,00 |
| Eleitorado/Participação | Eleitorado/Participação  | 1 294 | 52,47 / 100,00  |

#### Escudeiros e Penso
| Candidato               | Candidato                | Votos | %               |
| ----------------------- | ------------------------ | ----- | --------------- |
|                         | Marcelo Rebelo de Sousa  | 635   | 67,70 / 100,00  |
|                         | António Sampaio da Nóvoa | 140   | 14,93 / 100,00  |
|                         | Marisa Matias            | 74    | 7,89 / 100,00   |
|                         | Vitorino Silva           | 42    | 4,48 / 100,00   |
|                         | Maria de Belém Roseira   | 25    | 2,67 / 100,00   |
|                         | Paulo de Morais          | 12    | 1,28 / 100,00   |
|                         | Henrique Neto            | 7     | 0,75 / 100,00   |
|                         | Jorge Sequeira           | 2     | 0,21 / 100,00   |
|                         | Cândido Ferreira         | 1     | 0,11 / 100,00   |
|                         | Edgar Silva              | 0     | 0,00 / 100,00   |
| Votos Inválidos         | Votos Inválidos          | 17    | 1,78 / 100,00   |
| Total                   | Total                    | 955   | 100,00 / 100,00 |
| Eleitorado/Participação | Eleitorado/Participação  | 1 732 | 55,14 / 100,00  |

#### Espinho
| Candidato               | Candidato                | Votos | %               |
| ----------------------- | ------------------------ | ----- | --------------- |
|                         | Marcelo Rebelo de Sousa  | 380   | 64,96 / 100,00  |
|                         | António Sampaio da Nóvoa | 92    | 15,73 / 100,00  |
|                         | Marisa Matias            | 31    | 5,30 / 100,00   |
|                         | Vitorino Silva           | 24    | 4,10 / 100,00   |
|                         | Maria de Belém Roseira   | 17    | 2,91 / 100,00   |
|                         | Edgar Silva              | 15    | 2,56 / 100,00   |
|                         | Paulo de Morais          | 12    | 2,05 / 100,00   |
|                         | Jorge Sequeira           | 7     | 1,20 / 100,00   |
|                         | Henrique Neto            | 5     | 0,85 / 100,00   |
|                         | Cândido Ferreira         | 2     | 0,34 / 100,00   |
| Votos Inválidos         | Votos Inválidos          | 11    | 1,85 / 100,00   |
| Total                   | Total                    | 596   | 100,00 / 100,00 |
| Eleitorado/Participação | Eleitorado/Participação  | 1 134 | 52,56 / 100,00  |

#### Esporões
| Candidato               | Candidato                | Votos | %               |
| ----------------------- | ------------------------ | ----- | --------------- |
|                         | Marcelo Rebelo de Sousa  | 643   | 68,04 / 100,00  |
|                         | António Sampaio da Nóvoa | 111   | 11,75 / 100,00  |
|                         | Marisa Matias            | 78    | 8,25 / 100,00   |
|                         | Vitorino Silva           | 36    | 3,81 / 100,00   |
|                         | Maria de Belém Roseira   | 31    | 3,28 / 100,00   |
|                         | Paulo de Morais          | 13    | 1,38 / 100,00   |
|                         | Jorge Sequeira           | 13    | 1,38 / 100,00   |
|                         | Edgar Silva              | 10    | 1,06 / 100,00   |
|                         | Henrique Neto            | 7     | 0,74 / 100,00   |
|                         | Cândido Ferreira         | 3     | 0,32 / 100,00   |
| Votos Inválidos         | Votos Inválidos          | 15    | 1,56 / 100,00   |
| Total                   | Total                    | 960   | 100,00 / 100,00 |
| Eleitorado/Participação | Eleitorado/Participação  | 1 545 | 62,14 / 100,00  |

#### Este
| Candidato               | Candidato                | Votos | %               |
| ----------------------- | ------------------------ | ----- | --------------- |
|                         | Marcelo Rebelo de Sousa  | 1 169 | 58,19 / 100,00  |
|                         | António Sampaio da Nóvoa | 436   | 21,70 / 100,00  |
|                         | Marisa Matias            | 154   | 7,67 / 100,00   |
|                         | Maria de Belém Roseira   | 78    | 3,88 / 100,00   |
|                         | Vitorino Silva           | 71    | 3,53 / 100,00   |
|                         | Paulo de Morais          | 32    | 1,59 / 100,00   |
|                         | Edgar Silva              | 25    | 1,24 / 100,00   |
|                         | Henrique Neto            | 21    | 1,05 / 100,00   |
|                         | Jorge Sequeira           | 18    | 0,90 / 100,00   |
|                         | Cândido Ferreira         | 5     | 0,25 / 100,00   |
| Votos Inválidos         | Votos Inválidos          | 36    | 1,76 / 100,00   |
| Total                   | Total                    | 2 045 | 100,00 / 100,00 |
| Eleitorado/Participação | Eleitorado/Participação  | 3 654 | 55,97 / 100,00  |

#### Ferreiros e Gondizalves
| Candidato               | Candidato                | Votos | %               |
| ----------------------- | ------------------------ | ----- | --------------- |
|                         | Marcelo Rebelo de Sousa  | 2 497 | 58,31 / 100,00  |
|                         | António Sampaio da Nóvoa | 808   | 18,87 / 100,00  |
|                         | Marisa Matias            | 434   | 10,14 / 100,00  |
|                         | Maria de Belém Roseira   | 146   | 3,41 / 100,00   |
|                         | Vitorino Silva           | 133   | 3,11 / 100,00   |
|                         | Paulo de Morais          | 96    | 2,24 / 100,00   |
|                         | Edgar Silva              | 90    | 2,10 / 100,00   |
|                         | Jorge Sequeira           | 44    | 1,06 / 100,00   |
|                         | Henrique Neto            | 27    | 0,63 / 100,00   |
|                         | Cândido Ferreira         | 7     | 0,16 / 100,00   |
| Votos Inválidos         | Votos Inválidos          | 95    | 2,17 / 100,00   |
| Total                   | Total                    | 4 377 | 100,00 / 100,00 |
| Eleitorado/Participação | Eleitorado/Participação  | 8 029 | 54,51 / 100,00  |

#### Figueiredo
| Candidato               | Candidato                | Votos | %               |
| ----------------------- | ------------------------ | ----- | --------------- |
|                         | Marcelo Rebelo de Sousa  | 448   | 66,37 / 100,00  |
|                         | António Sampaio da Nóvoa | 102   | 15,11 / 100,00  |
|                         | Marisa Matias            | 51    | 7,56 / 100,00   |
|                         | Maria de Belém Roseira   | 28    | 4,15 / 100,00   |
|                         | Vitorino Silva           | 23    | 3,41 / 100,00   |
|                         | Paulo de Morais          | 6     | 0,89 / 100,00   |
|                         | Edgar Silva              | 5     | 0,74 / 100,00   |
|                         | Jorge Sequeira           | 5     | 0,74 / 100,00   |
|                         | Henrique Neto            | 5     | 0,74 / 100,00   |
|                         | Cândido Ferreira         | 2     | 0,30 / 100,00   |
| Votos Inválidos         | Votos Inválidos          | 8     | 1,17 / 100,00   |
| Total                   | Total                    | 683   | 100,00 / 100,00 |
| Eleitorado/Participação | Eleitorado/Participação  | 1 044 | 65,42 / 100,00  |

#### Gualtar
| Candidato               | Candidato                | Votos | %               |
| ----------------------- | ------------------------ | ----- | --------------- |
|                         | Marcelo Rebelo de Sousa  | 1 563 | 56,49 / 100,00  |
|                         | António Sampaio da Nóvoa | 597   | 21,58 / 100,00  |
|                         | Marisa Matias            | 243   | 8,78 / 100,00   |
|                         | Maria de Belém Roseira   | 105   | 3,79 / 100,00   |
|                         | Paulo de Morais          | 102   | 3,69 / 100,00   |
|                         | Vitorino Silva           | 54    | 1,95 / 100,00   |
|                         | Edgar Silva              | 46    | 1,66 / 100,00   |
|                         | Henrique Neto            | 27    | 0,98 / 100,00   |
|                         | Jorge Sequeira           | 24    | 0,87 / 100,00   |
|                         | Cândido Ferreira         | 6     | 0,22 / 100,00   |
| Votos Inválidos         | Votos Inválidos          | 68    | 2,40 / 100,00   |
| Total                   | Total                    | 2 835 | 100,00 / 100,00 |
| Eleitorado/Participação | Eleitorado/Participação  | 4 826 | 58,74 / 100,00  |

#### Guisande e Oliveira São Pedro
| Candidato               | Candidato                | Votos | %               |
| ----------------------- | ------------------------ | ----- | --------------- |
|                         | Marcelo Rebelo de Sousa  | 360   | 61,96 / 100,00  |
|                         | António Sampaio da Nóvoa | 94    | 16,18 / 100,00  |
|                         | Marisa Matias            | 45    | 7,75 / 100,00   |
|                         | Vitorino Silva           | 31    | 5,34 / 100,00   |
|                         | Maria de Belém Roseira   | 21    | 3,61 / 100,00   |
|                         | Henrique Neto            | 10    | 1,72 / 100,00   |
|                         | Paulo de Morais          | 9     | 1,55 / 100,00   |
|                         | Edgar Silva              | 8     | 1,38 / 100,00   |
|                         | Jorge Sequeira           | 3     | 0,52 / 100,00   |
|                         | Cândido Ferreira         | 0     | 0,00 / 100,00   |
| Votos Inválidos         | Votos Inválidos          | 13    | 2,19 / 100,00   |
| Total                   | Total                    | 594   | 100,00 / 100,00 |
| Eleitorado/Participação | Eleitorado/Participação  | 905   | 65,64 / 100,00  |

#### Lamas
| Candidato               | Candidato                | Votos | %               |
| ----------------------- | ------------------------ | ----- | --------------- |
|                         | Marcelo Rebelo de Sousa  | 333   | 71,15 / 100,00  |
|                         | António Sampaio da Nóvoa | 62    | 13,25 / 100,00  |
|                         | Marisa Matias            | 24    | 5,13 / 100,00   |
|                         | Vitorino Silva           | 16    | 3,42 / 100,00   |
|                         | Maria de Belém Roseira   | 12    | 2,56 / 100,00   |
|                         | Henrique Neto            | 7     | 1,50 / 100,00   |
|                         | Jorge Sequeira           | 6     | 1,28 / 100,00   |
|                         | Paulo de Morais          | 5     | 1,07 / 100,00   |
|                         | Edgar Silva              | 2     | 0,43 / 100,00   |
|                         | Cândido Ferreira         | 1     | 0,21 / 100,00   |
| Votos Inválidos         | Votos Inválidos          | 9     | 1,89 / 100,00   |
| Total                   | Total                    | 477   | 100,00 / 100,00 |
| Eleitorado/Participação | Eleitorado/Participação  | 690   | 69,13 / 100,00  |

#### Lomar e Arcos
| Candidato               | Candidato                | Votos | %               |
| ----------------------- | ------------------------ | ----- | --------------- |
|                         | Marcelo Rebelo de Sousa  | 1 903 | 58,59 / 100,00  |
|                         | António Sampaio da Nóvoa | 651   | 20,04 / 100,00  |
|                         | Marisa Matias            | 304   | 9,36 / 100,00   |
|                         | Maria de Belém Roseira   | 99    | 3,05 / 100,00   |
|                         | Edgar Silva              | 90    | 2,77 / 100,00   |
|                         | Vitorino Silva           | 76    | 2,34 / 100,00   |
|                         | Paulo de Morais          | 56    | 1,72 / 100,00   |
|                         | Jorge Sequeira           | 43    | 1,32 / 100,00   |
|                         | Henrique Neto            | 20    | 0,62 / 100,00   |
|                         | Cândido Ferreira         | 6     | 0,18 / 100,00   |
| Votos Inválidos         | Votos Inválidos          | 68    | 2,05 / 100,00   |
| Total                   | Total                    | 3 316 | 100,00 / 100,00 |
| Eleitorado/Participação | Eleitorado/Participação  | 5 932 | 55,90 / 100,00  |

#### Merelim São Paio, Panoias e Parada de Tibães
| Candidato               | Candidato                | Votos | %               |
| ----------------------- | ------------------------ | ----- | --------------- |
|                         | Marcelo Rebelo de Sousa  | 1 181 | 50,26 / 100,00  |
|                         | António Sampaio da Nóvoa | 552   | 23,49 / 100,00  |
|                         | Marisa Matias            | 270   | 11,49 / 100,00  |
|                         | Maria de Belém Roseira   | 106   | 4,51 / 100,00   |
|                         | Edgar Silva              | 91    | 3,87 / 100,00   |
|                         | Vitorino Silva           | 71    | 3,02 / 100,00   |
|                         | Paulo de Morais          | 45    | 1,91 / 100,00   |
|                         | Jorge Sequeira           | 15    | 0,64 / 100,00   |
|                         | Henrique Neto            | 15    | 0,64 / 100,00   |
|                         | Cândido Ferreira         | 4     | 0,17 / 100,00   |
| Votos Inválidos         | Votos Inválidos          | 32    | 1,34 / 100,00   |
| Total                   | Total                    | 2 382 | 100,00 / 100,00 |
| Eleitorado/Participação | Eleitorado/Participação  | 4 387 | 54,30 / 100,00  |

#### Merelim São Pedro e Frossos
| Candidato               | Candidato                | Votos | %               |
| ----------------------- | ------------------------ | ----- | --------------- |
|                         | Marcelo Rebelo de Sousa  | 1 193 | 55,41 / 100,00  |
|                         | António Sampaio da Nóvoa | 482   | 22,39 / 100,00  |
|                         | Marisa Matias            | 213   | 9,89 / 100,00   |
|                         | Maria de Belém Roseira   | 77    | 3,58 / 100,00   |
|                         | Paulo de Morais          | 64    | 2,97 / 100,00   |
|                         | Vitorino Silva           | 49    | 2,28 / 100,00   |
|                         | Edgar Silva              | 39    | 1,81 / 100,00   |
|                         | Henrique Neto            | 23    | 1,07 / 100,00   |
|                         | Jorge Sequeira           | 12    | 0,56 / 100,00   |
|                         | Cândido Ferreira         | 1     | 0,05 / 100,00   |
| Votos Inválidos         | Votos Inválidos          | 43    | 1,96 / 100,00   |
| Total                   | Total                    | 2 196 | 100,00 / 100,00 |
| Eleitorado/Participação | Eleitorado/Participação  | 3 685 | 59,59 / 100,00  |

#### Mire de Tibães
| Candidato               | Candidato                | Votos | %               |
| ----------------------- | ------------------------ | ----- | --------------- |
|                         | Marcelo Rebelo de Sousa  | 699   | 56,37 / 100,00  |
|                         | António Sampaio da Nóvoa | 270   | 21,77 / 100,00  |
|                         | Marisa Matias            | 97    | 7,82 / 100,00   |
|                         | Maria de Belém Roseira   | 71    | 5,73 / 100,00   |
|                         | Edgar Silva              | 33    | 2,66 / 100,00   |
|                         | Paulo de Morais          | 27    | 2,18 / 100,00   |
|                         | Vitorino Silva           | 25    | 2,02 / 100,00   |
|                         | Jorge Sequeira           | 7     | 0,56 / 100,00   |
|                         | Henrique Neto            | 7     | 0,56 / 100,00   |
|                         | Cândido Ferreira         | 4     | 0,32 / 100,00   |
| Votos Inválidos         | Votos Inválidos          | 24    | 1,90 / 100,00   |
| Total                   | Total                    | 1 264 | 100,00 / 100,00 |
| Eleitorado/Participação | Eleitorado/Participação  | 2 222 | 56,89 / 100,00  |

#### Morreira e Trandeiras
| Candidato               | Candidato                | Votos | %               |
| ----------------------- | ------------------------ | ----- | --------------- |
|                         | Marcelo Rebelo de Sousa  | 545   | 67,62 / 100,00  |
|                         | António Sampaio da Nóvoa | 108   | 13,40 / 100,00  |
|                         | Marisa Matias            | 69    | 8,56 / 100,00   |
|                         | Vitorino Silva           | 26    | 3,23 / 100,00   |
|                         | Maria de Belém Roseira   | 19    | 2,36 / 100,00   |
|                         | Paulo de Morais          | 14    | 1,74 / 100,00   |
|                         | Jorge Sequeira           | 9     | 1,12 / 100,00   |
|                         | Edgar Silva              | 6     | 0,74 / 100,00   |
|                         | Henrique Neto            | 6     | 0,74 / 100,00   |
|                         | Cândido Ferreira         | 4     | 0,50 / 100,00   |
| Votos Inválidos         | Votos Inválidos          | 10    | 1,23 / 100,00   |
| Total                   | Total                    | 816   | 100,00 / 100,00 |
| Eleitorado/Participação | Eleitorado/Participação  | 1 283 | 63,60 / 100,00  |

#### Nogueira, Fraião e Lamaçães
| Candidato               | Candidato                | Votos  | %               |
| ----------------------- | ------------------------ | ------ | --------------- |
|                         | Marcelo Rebelo de Sousa  | 4 216  | 57,71 / 100,00  |
|                         | António Sampaio da Nóvoa | 1 493  | 20,44 / 100,00  |
|                         | Marisa Matias            | 663    | 9,07 / 100,00   |
|                         | Paulo de Morais          | 274    | 3,75 / 100,00   |
|                         | Maria de Belém Roseira   | 189    | 2,59 / 100,00   |
|                         | Vitorino Silva           | 162    | 2,22 / 100,00   |
|                         | Edgar Silva              | 139    | 1,90 / 100,00   |
|                         | Jorge Sequeira           | 90     | 1,23 / 100,00   |
|                         | Henrique Neto            | 73     | 1,00 / 100,00   |
|                         | Cândido Ferreira         | 7      | 0,10 / 100,00   |
| Votos Inválidos         | Votos Inválidos          | 148    | 1,99 / 100,00   |
| Total                   | Total                    | 7 454  | 100,00 / 100,00 |
| Eleitorado/Participação | Eleitorado/Participação  | 12 500 | 59,63 / 100,00  |

#### Nogueiró e Tenões
| Candidato               | Candidato                | Votos | %               |
| ----------------------- | ------------------------ | ----- | --------------- |
|                         | Marcelo Rebelo de Sousa  | 1 463 | 55,04 / 100,00  |
|                         | António Sampaio da Nóvoa | 620   | 23,33 / 100,00  |
|                         | Marisa Matias            | 209   | 7,86 / 100,00   |
|                         | Paulo de Morais          | 117   | 4,40 / 100,00   |
|                         | Maria de Belém Roseira   | 68    | 2,56 / 100,00   |
|                         | Vitorino Silva           | 50    | 1,88 / 100,00   |
|                         | Jorge Sequeira           | 47    | 1,77 / 100,00   |
|                         | Edgar Silva              | 44    | 1,66 / 100,00   |
|                         | Henrique Neto            | 37    | 1,39 / 100,00   |
|                         | Cândido Ferreira         | 3     | 0,11 / 100,00   |
| Votos Inválidos         | Votos Inválidos          | 62    | 2,28 / 100,00   |
| Total                   | Total                    | 2 720 | 100,00 / 100,00 |
| Eleitorado/Participação | Eleitorado/Participação  | 4 397 | 61,86 / 100,00  |

#### Padim da Graça
| Candidato               | Candidato                | Votos | %               |
| ----------------------- | ------------------------ | ----- | --------------- |
|                         | Marcelo Rebelo de Sousa  | 519   | 62,91 / 100,00  |
|                         | António Sampaio da Nóvoa | 134   | 16,24 / 100,00  |
|                         | Maria de Belém Roseira   | 62    | 7,52 / 100,00   |
|                         | Marisa Matias            | 44    | 5,33 / 100,00   |
|                         | Vitorino Silva           | 25    | 3,03 / 100,00   |
|                         | Edgar Silva              | 25    | 3,03 / 100,00   |
|                         | Henrique Neto            | 7     | 0,85 / 100,00   |
|                         | Paulo de Morais          | 6     | 0,73 / 100,00   |
|                         | Cândido Ferreira         | 2     | 0,24 / 100,00   |
|                         | Jorge Sequeira           | 1     | 0,12 / 100,00   |
| Votos Inválidos         | Votos Inválidos          | 19    | 2,25 / 100,00   |
| Total                   | Total                    | 844   | 100,00 / 100,00 |
| Eleitorado/Participação | Eleitorado/Participação  | 1 519 | 55,56 / 100,00  |

#### Palmeira
| Candidato               | Candidato                | Votos | %               |
| ----------------------- | ------------------------ | ----- | --------------- |
|                         | Marcelo Rebelo de Sousa  | 1 611 | 58,58 / 100,00  |
|                         | António Sampaio da Nóvoa | 556   | 20,22 / 100,00  |
|                         | Marisa Matias            | 230   | 8,36 / 100,00   |
|                         | Maria de Belém Roseira   | 122   | 4,44 / 100,00   |
|                         | Vitorino Silva           | 90    | 3,27 / 100,00   |
|                         | Edgar Silva              | 48    | 1,75 / 100,00   |
|                         | Paulo de Morais          | 44    | 1,60 / 100,00   |
|                         | Jorge Sequeira           | 32    | 1,16 / 100,00   |
|                         | Henrique Neto            | 13    | 0,47 / 100,00   |
|                         | Cândido Ferreira         | 4     | 0,15 / 100,00   |
| Votos Inválidos         | Votos Inválidos          | 54    | 1,93 / 100,00   |
| Total                   | Total                    | 2 804 | 100,00 / 100,00 |
| Eleitorado/Participação | Eleitorado/Participação  | 5 036 | 55,68 / 100,00  |

#### Pedralva
| Candidato               | Candidato                | Votos | %               |
| ----------------------- | ------------------------ | ----- | --------------- |
|                         | Marcelo Rebelo de Sousa  | 349   | 67,24 / 100,00  |
|                         | António Sampaio da Nóvoa | 61    | 11,75 / 100,00  |
|                         | Marisa Matias            | 27    | 5,20 / 100,00   |
|                         | Vitorino Silva           | 27    | 5,20 / 100,00   |
|                         | Maria de Belém Roseira   | 25    | 4,82 / 100,00   |
|                         | Edgar Silva              | 11    | 2,12 / 100,00   |
|                         | Jorge Sequeira           | 7     | 1,35 / 100,00   |
|                         | Paulo de Morais          | 6     | 1,16 / 100,00   |
|                         | Henrique Neto            | 6     | 1,16 / 100,00   |
|                         | Cândido Ferreira         | 0     | 0,00 / 100,00   |
| Votos Inválidos         | Votos Inválidos          | 16    | 2,99 / 100,00   |
| Total                   | Total                    | 535   | 100,00 / 100,00 |
| Eleitorado/Participação | Eleitorado/Participação  | 1 138 | 47,01 / 100,00  |

#### Priscos
| Candidato               | Candidato                | Votos | %               |
| ----------------------- | ------------------------ | ----- | --------------- |
|                         | Marcelo Rebelo de Sousa  | 475   | 68,44 / 100,00  |
|                         | António Sampaio da Nóvoa | 94    | 13,54 / 100,00  |
|                         | Marisa Matias            | 40    | 5,76 / 100,00   |
|                         | Vitorino Silva           | 32    | 4,61 / 100,00   |
|                         | Maria de Belém Roseira   | 24    | 3,46 / 100,00   |
|                         | Edgar Silva              | 10    | 1,44 / 100,00   |
|                         | Paulo de Morais          | 7     | 1,01 / 100,00   |
|                         | Henrique Neto            | 6     | 0,86 / 100,00   |
|                         | Jorge Sequeira           | 5     | 0,72 / 100,00   |
|                         | Cândido Ferreira         | 1     | 0,14 / 100,00   |
| Votos Inválidos         | Votos Inválidos          | 18    | 2,52 / 100,00   |
| Total                   | Total                    | 712   | 100,00 / 100,00 |
| Eleitorado/Participação | Eleitorado/Participação  | 1 199 | 59,38 / 100,00  |

#### Real, Dume e Semelhe
| Candidato               | Candidato                | Votos  | %               |
| ----------------------- | ------------------------ | ------ | --------------- |
|                         | Marcelo Rebelo de Sousa  | 2 983  | 54,11 / 100,00  |
|                         | António Sampaio da Nóvoa | 1 143  | 20,73 / 100,00  |
|                         | Marisa Matias            | 603    | 10,94 / 100,00  |
|                         | Maria de Belém Roseira   | 219    | 3,97 / 100,00   |
|                         | Vitorino Silva           | 185    | 3,36 / 100,00   |
|                         | Edgar Silva              | 164    | 2,97 / 100,00   |
|                         | Paulo de Morais          | 127    | 2,30 / 100,00   |
|                         | Jorge Sequeira           | 50     | 0,91 / 100,00   |
|                         | Henrique Neto            | 35     | 0,63 / 100,00   |
|                         | Cândido Ferreira         | 4      | 0,07 / 100,00   |
| Votos Inválidos         | Votos Inválidos          | 115    | 2,05 / 100,00   |
| Total                   | Total                    | 5 628  | 100,00 / 100,00 |
| Eleitorado/Participação | Eleitorado/Participação  | 10 319 | 54,54 / 100,00  |

#### Ruilhe
| Candidato               | Candidato                | Votos | %               |
| ----------------------- | ------------------------ | ----- | --------------- |
|                         | Marcelo Rebelo de Sousa  | 345   | 57,98 / 100,00  |
|                         | António Sampaio da Nóvoa | 100   | 16,81 / 100,00  |
|                         | Marisa Matias            | 57    | 9,58 / 100,00   |
|                         | Maria de Belém Roseira   | 25    | 4,20 / 100,00   |
|                         | Vitorino Silva           | 24    | 4,03 / 100,00   |
|                         | Edgar Silva              | 21    | 3,53 / 100,00   |
|                         | Paulo de Morais          | 15    | 2,52 / 100,00   |
|                         | Henrique Neto            | 4     | 0,67 / 100,00   |
|                         | Jorge Sequeira           | 3     | 0,50 / 100,00   |
|                         | Cândido Ferreira         | 1     | 0,17 / 100,00   |
| Votos Inválidos         | Votos Inválidos          | 21    | 3,40 / 100,00   |
| Total                   | Total                    | 616   | 100,00 / 100,00 |
| Eleitorado/Participação | Eleitorado/Participação  | 1 088 | 56,62 / 100,00  |

#### Santa Lucrécia de Algeriz e Navarra
| Candidato               | Candidato                | Votos | %               |
| ----------------------- | ------------------------ | ----- | --------------- |
|                         | Marcelo Rebelo de Sousa  | 305   | 57,77 / 100,00  |
|                         | António Sampaio da Nóvoa | 104   | 19,70 / 100,00  |
|                         | Marisa Matias            | 54    | 10,23 / 100,00  |
|                         | Vitorino Silva           | 22    | 4,17 / 100,00   |
|                         | Maria de Belém Roseira   | 20    | 3,79 / 100,00   |
|                         | Paulo de Morais          | 9     | 1,70 / 100,00   |
|                         | Edgar Silva              | 8     | 1,52 / 100,00   |
|                         | Jorge Sequeira           | 4     | 0,76 / 100,00   |
|                         | Henrique Neto            | 2     | 0,38 / 100,00   |
|                         | Cândido Ferreira         | 0     | 0,00 / 100,00   |
| Votos Inválidos         | Votos Inválidos          | 17    | 3,12 / 100,00   |
| Total                   | Total                    | 545   | 100,00 / 100,00 |
| Eleitorado/Participação | Eleitorado/Participação  | 936   | 58,23 / 100,00  |

#### Sequeira
| Candidato               | Candidato                | Votos | %               |
| ----------------------- | ------------------------ | ----- | --------------- |
|                         | Marcelo Rebelo de Sousa  | 621   | 62,35 / 100,00  |
|                         | António Sampaio da Nóvoa | 159   | 15,96 / 100,00  |
|                         | Marisa Matias            | 85    | 8,53 / 100,00   |
|                         | Maria de Belém Roseira   | 44    | 4,42 / 100,00   |
|                         | Vitorino Silva           | 26    | 2,61 / 100,00   |
|                         | Edgar Silva              | 22    | 2,21 / 100,00   |
|                         | Paulo de Morais          | 19    | 1,91 / 100,00   |
|                         | Jorge Sequeira           | 11    | 1,10 / 100,00   |
|                         | Henrique Neto            | 8     | 0,80 / 100,00   |
|                         | Cândido Ferreira         | 1     | 0,10 / 100,00   |
| Votos Inválidos         | Votos Inválidos          | 21    | 2,06 / 100,00   |
| Total                   | Total                    | 1 017 | 100,00 / 100,00 |
| Eleitorado/Participação | Eleitorado/Participação  | 1 754 | 57,98 / 100,00  |

#### Sobreposta
| Candidato               | Candidato                | Votos | %               |
| ----------------------- | ------------------------ | ----- | --------------- |
|                         | Marcelo Rebelo de Sousa  | 468   | 74,29 / 100,00  |
|                         | António Sampaio da Nóvoa | 75    | 11,90 / 100,00  |
|                         | Marisa Matias            | 36    | 5,71 / 100,00   |
|                         | Vitorino Silva           | 15    | 2,38 / 100,00   |
|                         | Maria de Belém Roseira   | 13    | 2,06 / 100,00   |
|                         | Edgar Silva              | 9     | 1,43 / 100,00   |
|                         | Jorge Sequeira           | 6     | 0,95 / 100,00   |
|                         | Henrique Neto            | 4     | 0,63 / 100,00   |
|                         | Paulo de Morais          | 3     | 0,48 / 100,00   |
|                         | Cândido Ferreira         | 1     | 0,16 / 100,00   |
| Votos Inválidos         | Votos Inválidos          | 15    | 2,33 / 100,00   |
| Total                   | Total                    | 645   | 100,00 / 100,00 |
| Eleitorado/Participação | Eleitorado/Participação  | 1 220 | 52,87 / 100,00  |

#### Tadim
| Candidato               | Candidato                | Votos | %               |
| ----------------------- | ------------------------ | ----- | --------------- |
|                         | Marcelo Rebelo de Sousa  | 342   | 57,38 / 100,00  |
|                         | António Sampaio da Nóvoa | 123   | 20,64 / 100,00  |
|                         | Marisa Matias            | 44    | 7,38 / 100,00   |
|                         | Vitorino Silva           | 29    | 4,87 / 100,00   |
|                         | Maria de Belém Roseira   | 20    | 3,36 / 100,00   |
|                         | Paulo de Morais          | 12    | 2,01 / 100,00   |
|                         | Henrique Neto            | 11    | 1,85 / 100,00   |
|                         | Edgar Silva              | 10    | 1,68 / 100,00   |
|                         | Cândido Ferreira         | 4     | 0,67 / 100,00   |
|                         | Jorge Sequeira           | 1     | 0,17 / 100,00   |
| Votos Inválidos         | Votos Inválidos          | 15    | 2,45 / 100,00   |
| Total                   | Total                    | 611   | 100,00 / 100,00 |
| Eleitorado/Participação | Eleitorado/Participação  | 986   | 61,97 / 100,00  |

#### Tebosa
| Candidato               | Candidato                | Votos | %               |
| ----------------------- | ------------------------ | ----- | --------------- |
|                         | Marcelo Rebelo de Sousa  | 362   | 64,87 / 100,00  |
|                         | António Sampaio da Nóvoa | 96    | 17,20 / 100,00  |
|                         | Marisa Matias            | 43    | 7,71 / 100,00   |
|                         | Maria de Belém Roseira   | 21    | 3,76 / 100,00   |
|                         | Vitorino Silva           | 21    | 3,76 / 100,00   |
|                         | Edgar Silva              | 5     | 0,90 / 100,00   |
|                         | Henrique Neto            | 5     | 0,90 / 100,00   |
|                         | Cândido Ferreira         | 3     | 0,54 / 100,00   |
|                         | Paulo de Morais          | 2     | 0,36 / 100,00   |
|                         | Jorge Sequeira           | 0     | 0,00 / 100,00   |
| Votos Inválidos         | Votos Inválidos          | 9     | 1,59 / 100,00   |
| Total                   | Total                    | 567   | 100,00 / 100,00 |
| Eleitorado/Participação | Eleitorado/Participação  | 965   | 58,76 / 100,00  |

#### Vilaça e Fradelos
| Candidato               | Candidato                | Votos | %               |
| ----------------------- | ------------------------ | ----- | --------------- |
|                         | Marcelo Rebelo de Sousa  | 559   | 62,46 / 100,00  |
|                         | António Sampaio da Nóvoa | 150   | 16,76 / 100,00  |
|                         | Marisa Matias            | 57    | 6,37 / 100,00   |
|                         | Maria de Belém Roseira   | 42    | 4,69 / 100,00   |
|                         | Vitorino Silva           | 41    | 4,58 / 100,00   |
|                         | Edgar Silva              | 23    | 2,57 / 100,00   |
|                         | Paulo de Morais          | 9     | 1,01 / 100,00   |
|                         | Henrique Neto            | 9     | 1,01 / 100,00   |
|                         | Jorge Sequeira           | 3     | 0,34 / 100,00   |
|                         | Cândido Ferreira         | 2     | 0,22 / 100,00   |
| Votos Inválidos         | Votos Inválidos          | 14    | 1,54 / 100,00   |
| Total                   | Total                    | 909   | 100,00 / 100,00 |
| Eleitorado/Participação | Eleitorado/Participação  | 1 459 | 62,30 / 100,00  |